# Gytha Thorkelsdóttir
Gytha Thorkelsdaettir (circa 997 – 1069) è stata una nobile danese, figlia di Thorgils Sprakalägg.

## Biografia
Gytha andò in sposa a Godwin del Wessex, da cui ebbe numerosi figli che, anche se in momenti diversi, raggiunsero tutti il grado di conte. Questi erano:
- Sweyn Godwinson, conte dell'Herefordshire († 1052), che ad un certo punto si dichiarò, vanamente, figlio illegittimo di Canuto il Grande per poter aspirare alla corona;
- Aroldo II d'Inghilterra (1022 circa - 14 ottobre 1066);
- Tostig del Wessex, conte di Northumbria (1026 circa - 25 settembre 1066);
- Edith del Wessex († 19 dicembre 1075), regina consorte di Edoardo il Confessore;
- Gyrth Godwinson (1035-1080 circa);
- Leofwine Godwinson, conte del Kent (1035 circa - 14 ottobre 1066);
- Wulfnoth Godwinson (1040 - 1094 circa);

- Alfgar, forse monaco a Reims;
- Edgiva;
- Elgiva († 1066 circa);
- Gunhilda, suora († 24 agosto 1087).

Gytha perse tre dei suoi figli nella lotta di successione al trono inglese. Tostig, ucciso a settembre mentre fronteggiava il fratello Aroldo, e, in ottobre, Aroldo stesso insieme al fratello Gyrth, periti entrambi nella battaglia di Hastings. A seguito della disfatta, Gytha lasciò Exeter e l'Inghilterra, poiché tutti i loro beni erano stati confiscati da Guglielmo il Conquistatore. Si suppone che, in seguito alla sua fuga, sia andata in Scandinavia, paese da cui proveniva.
Wulfnoth rimase prigioniero dei Normanni fino alla morte del re.

## Ascendenza
|                      |   |                             | Genitori |  |  | Nonni                     |  |  | Bisnonni            |  |
|                      |   |                             |          |  |  | Styrbjörn Starke (Ursus?) |  |  | Olof (II) Björnsson |  |
|                      |   |                             |          |  |  | Styrbjörn Starke (Ursus?) |  |  | Olof (II) Björnsson |  |
|                      |   | Ingeborg Thrandsdötter      |          |  |  | Styrbjörn Starke (Ursus?) |  |  |                     |  |
| Thorgils Sprakalägg  |   |                             |          |  |  | Styrbjörn Starke (Ursus?) |  |  |                     |  |
|                      |   | Tyri di Danimarca (Fatata?) | …        |  |  |                           |  |  |                     |  |
|                      |   | Tyri di Danimarca (Fatata?) | …        |  |  |                           |  |  |                     |  |
|                      |   | Tyri di Danimarca (Fatata?) |          |  |  |                           |  |  |                     |  |
| Gytha Thorkelsdóttir |   | Tyri di Danimarca (Fatata?) |          |  |  |                           |  |  |                     |  |
|                      | … | …                           |          |  |  |                           |  |  |                     |  |
|                      | … | …                           |          |  |  |                           |  |  |                     |  |
|                      | … | …                           |          |  |  |                           |  |  |                     |  |
|                      | … |                             |          |  |  |                           |  |  |                     |  |
|                      |   | …                           | …        |  |  |                           |  |  |                     |  |
|                      |   | …                           | …        |  |  |                           |  |  |                     |  |
|                      |   | …                           | …        |  |  |                           |  |  |                     |  |
|                      |   | …                           |          |  |  |                           |  |  |                     |  |

### Letture correlate
- Barlow, Frank (1988) The Feudal Kingdom of England 1042–1216 (New York: Longman) ISBN 0-582-49504-0
- DeVries, K. (1999) The Norwegian Invasion of England in 1066 (Woodbridge, UK: Boydell Press) ISBN 0-85115-763-7
- Mason, Emma (2004) House of Godwine: The History of Dynasty (London: Hambledon & London) ISBN 1-85285-389-1
- Rex, Peter (2005) Harold II: The Doomed Saxon King (Stroud, UK: Tempus) ISBN 978-0-7394-7185-2
- Walker, Ian (2000) Harold the Last Anglo-Saxon King (Gloucestershire: Wrens Park) ISBN 0-905778-46-4